# Elaenia flavogaster
El fiofío ventriamarillo (Elaenia flavogaster) es una especie de ave paseriforme de la familia Tyrannidae perteneciente al numeroso género Elaenia. Es nativo de la América tropical (Neotrópico) donde se encuentra desde el sur de México, por América Central e islas del Caribe, y América del Sur, hasta el norte de Argentina.

## Nombres populares
Se le denomina también fiofío copetón (en Argentina, Paraguay y Uruguay), elenia o elaenia copetona (en Colombia y Nicaragua), elainia copetona (en Costa Rica), elenia panza amarilla (en Honduras), elenia vientre amarillo o mosquero elenia copetón (en México), fío-fío de vientre amarillo (en Perú), elenia penachuda (en Ecuador y Panamá), bobito copetón vientre amarillo (en Venezuela) o fio-fío de pico amarillo.

## Distribución y hábitat
Habita el área comprendida entre el sur de México y la Península de Yucatán, por América Central, en Guatemala, El Salvador, Belice, Honduras, Nicaragua, Costa Rica y Panamá; en el Caribe se encuentra en Granada, San Vicente y las Granadinas y Trinidad y Tobago; en América del Sur, en Colombia, Venezuela, Guyana, Surinam, Guayana Francesa, Ecuador, Perú, Bolivia, Brasil, este de Paraguay, hasta el noreste y noroeste de Argentina. Está ausente de una gran área del centro y oeste de la cuenca del Amazonas. Fue registrada como vagante raro en Uruguay y Chile.
Esta especie, ampliamente diseminada, es generalmente común en sus hábitats naturales: los arbustales semiabiertos, clareras y jardines y en las zonas de cultivo, principalmentre por debajo de los 1500 m de altitud, algunas pocas llegan hasta los 2000 m. Es la Elaenia más común en áreas degradadas.

## Descripción
Los adultos miden entre 16 y 17 cm de longitud y pesan entre 21 y 29 g. Exhibe una cresta erizada bien evidente, principalmente al cantar. Son de color marrón verdoso en la parte superior, con un ténue anillo ocular blanco; alas más oscuras con dos fajas blancas. Garganta blanca, pecho grisáceo, vientre amarillento.

## Comportamiento
A pesar de la apariencia apagada, tiene un temperamento agitado; posa en locales expuestos y atrae la atención.

### Alimentación
Se alimenta de frutos rojos y de insectos. Suele atrapar a los últimos durante el vuelo, después de haberlos divisado desde un punto de apoyo, y a veces los toma directamente de las plantas. La especie también se une a otras para formas colonias, colocándose a distancias considerables entre las ramas de los árboles.

### Reproducción
Elabora nidos cerrados y deposita de a dos huevos blancos con manchas rojas por vez. La hembra incuba por dieciséis días y cuida a la cría antes de que ésta pueda volar aproximadamente por el mismo período de tiempo. Los fiofíos sufren los ataques de pequeños mamíferos omnívoros tales como el tití común (Callithrix jacchus), el cual suele derribar sus nidos durante la estación seca (cuando las frutas son escasas) pese al esfuerzo de los pájaros para defender su lugar.

### Vocalización
Barullenta, tiene varios llamados, todos exuberantes y roncos; los más frecuentes son un «biiur!» y un «rik-kipiu» por lo general doblado; la pareja hace duetos.

## Sistemática

### Descripción original
La especie E. flavogaster fue descrita por primera vez por el naturalista sueco Carl Peter Thunberg en 1822 bajo el nombre científico Pipra flavogaster; la localidad tipo presumida es: «Río de Janeiro, Brasil».

### Etimología
El nombre genérico femenino «Elaenia» deriva del griego «ελαινεος elaineos» que significa ‘de aceite de oliva’, ‘oleaginosa’; y el nombre de la especie «flavogaster», se compone de las palabras del latín «flavus» que significa ‘amarillo’, y «gaster» que significa ‘vientre’.

### Taxonomía
Puede estar estrechamente relacionada con Elaenia spectabilis; anteriormente fueron tratadas como conespecíficas, pero las áreas de distribución se sobreponen ampliamente en Brasil y tienen vocalizaciones diferentes.

### Subespecies
Según las clasificaciones del Congreso Ornitológico Internacional (IOC) y Clements Checklist/eBird se reconocen cuatro subespecies, con su correspondiente distribución geográfica:

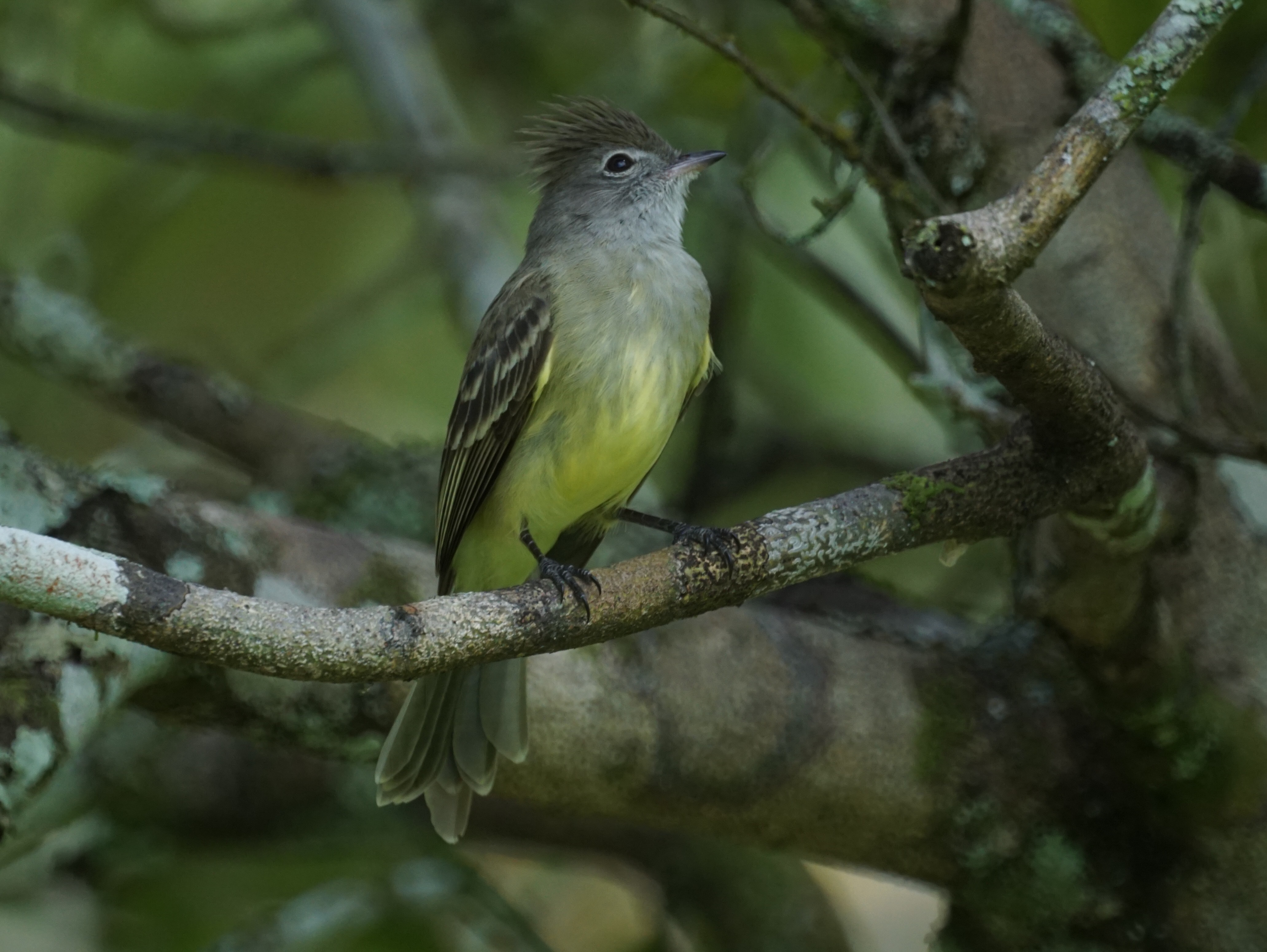
Elaenia flavogaster subpagana, distrito de Toledo, Belice.

- Elaenia flavogaster flavogaster (Thunberg), 1822 – desde Colombia y Venezuela (inclusive Isla Margarita e Isla de Patos) hasta las Guayanas, Trinidad, Isla Tobago, Antillas Menores (Granada, Granadinas), Brasil (excepto en el centro y oeste de la Amazonia hacia el sur hasta Río Grande del Sur, Bolivia, Paraguay, sureste del Perú y noreste de Argentina.
- Elaenia flavogaster pallididorsalis Aldrich, 1937 – Panamá e islas adyacentes (excepto isla Coiba).
- Elaenia flavogaster semipagana P.L. Sclater, 1862 – extremo suroeste de Colombia, oeste y sur de Ecuador (incluyendo Isla Puná) e interior noroeste del Perú.
- Elaenia flavogaster subpagana P.L. Sclater, 1860 – sureste de México al este desde el sur de Veracruz y Chiapas (incluyendo isla Mujeres, al norte de Quintana Roo) al sur hasta Costa Rica, también suroeste de Panamá (isla Coiba).